# Suzanne Bernert

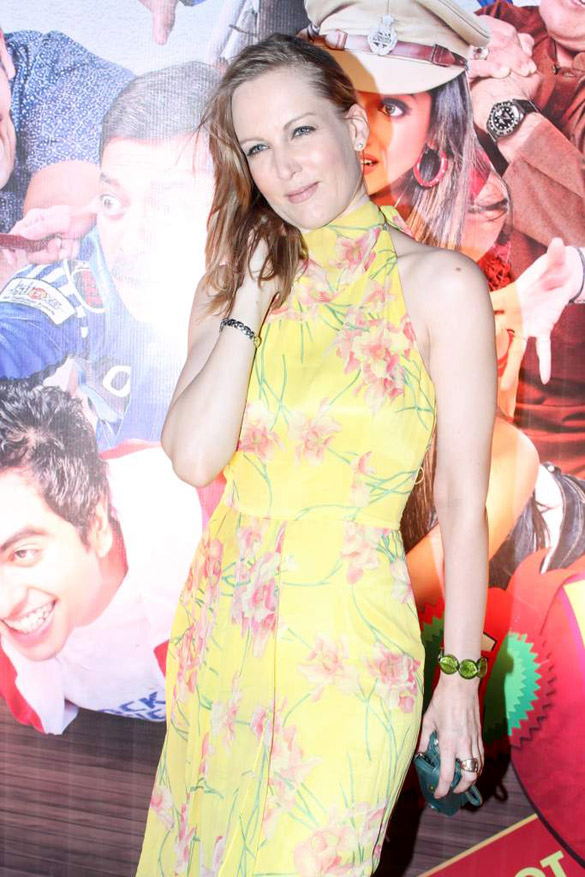
Suzanne Bernert (2012)

Suzanne Bernert (* 26. September 1982 in Detmold als Susanne Bernert) ist eine deutsch-indische Schauspielerin und Tänzerin, die vor allem in Indien durch ihr Mitwirken in Fernsehserien und Bollywoodfilmen Bekanntheit erlangte.

## Leben
Suzanne Bernert wurde in Detmold geboren und wuchs in Grünenbach im Westallgäu auf. Mit 18 Jahren begann sie eine dreijährige Schauspielausbildung bei Heidelotte Diehl in Berlin. Im Jahr 2005 zog Suzanne Bernert nach Mumbai und spielte fortan – wegen ihrer Sprachkenntnisse in einigen Indoarischen Sprachen – in verschiedenen indischen Fernsehserien und Filmen mit.  Als erste ausländische Schauspielerin spielte sie in mehr als 24 Fernsehserien in Indien mit. Seit dem Jahr 2009 ist sie mit dem bekannten indischen Schauspieler Akhil Mishra verheiratet. Er verstarb nach einem Haushaltsunfall am 21. September 2023. In dem 2019 erscheinenden Film The Accidental Prime Minister spielt sie die indische Politikerin Sonia Gandhi.
Sie spricht neben Deutsch, Englisch, Italienisch, Französisch und Spanisch auch Hindi, Marathi und Bengali.
Suzanne Bernert ist unter anderem für die indische Sozialorganisation Sulabh International tätig. Sie spielte in einem Kurzfilm für die Vereinten Nationen mit.

## Filmographie (Auswahl)

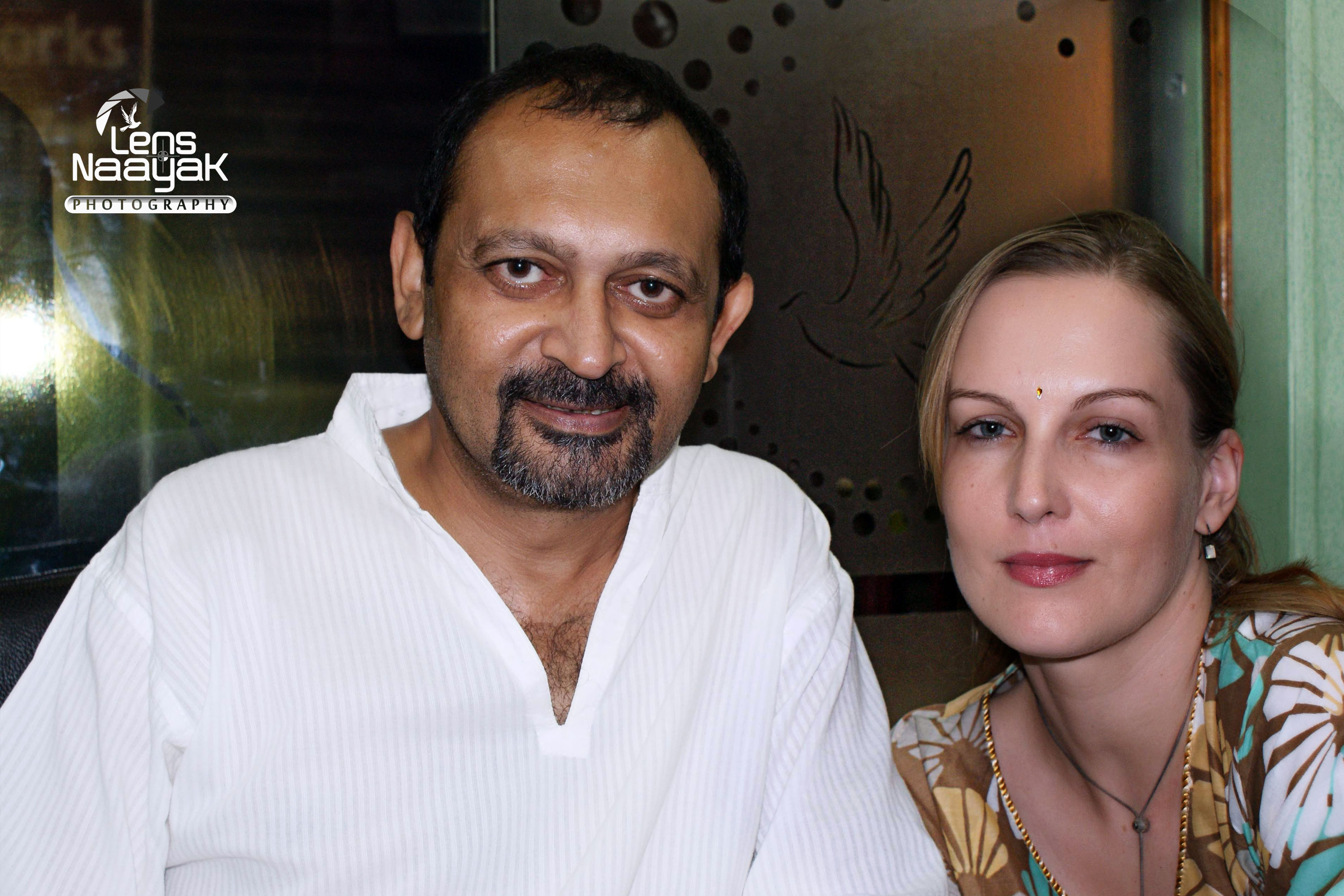
Suzanne Bernert mit ihrem Ehemann Akhil Mishra (2009)

- 2007: Honeymoon Travels Pvt. Ltd. (Hindi & Englisch)
- 2010: No Problem (Hindi)
- 2010: Shahrukh Bola „Khoobsurat Hai Tu“ (Hindi)
- 2012: Kram (Hindi)
- 2015: Than Than Gopal (Marathi)
- 2019: The Accidental Prime Minister als Sonia Gandhi (Englisch und Hindi)

## Auszeichnungen
- 2018: International Diva in Bollywood bei den CAMA-Awards[2]